# José de Torres
Pour les articles homonymes, voir Bravo, José Martínez et Martínez.
José de Torres y Martínez Bravo (Madrid, 1670 – Madrid, 3 juin 1738) est un compositeur, organiste, théoricien de la musique et éditeur de musique espagnol.

## Biographie
Torres naît à Madrid vers 1670. Il entre en tant que petit chanteur à la chapelle royale en 1680. Sa formation d'organiste se déroule presque certainement avec Pablo Bruna et il est probablement formé par le maître de la chapelle royale Cristóbal Galán. Torres est nommé organiste de la chapelle royale le 14 décembre 1686 et y enseigne de 1689 à 1691. Avec l'arrivée des Bourbons, Torres est expulsé de la chapelle, mais évite l'exil, puis est réhabilité. À partir de 1702, il crée une imprimerie musicale, Imprenta de Música, la première de la péninsule Ibérique. Avec l'exil du maître de chapelle, Sebastián Durón, Torres sert l'ancien Duc d'Anjou, devenu Philippe V d'Espagne, comme maître de chapelle et le recteur du chœur d'enfants (Colegio de Niños Cantorcicos), en remplacement par intérim de Matias Cabrera et Nicolás Humanes, en 1707. Il occupe ce poste jusqu'à sa mort.
José de Torres est l'auteur de plusieurs traités sur la musique, notamment Reglas generales para acompañar órgano, clavicordio o arpa (Madrid, 1702), un ouvrage sur les techniques d'accompagnement pour orgue, clavicorde et de la harpe, et un livre de messes dédié à Philippe V.
Son Arte de canto llano, publié en 1705 est une édition « corrigée et augmentée » par la suite de l'œuvre du même nom de Francisco de Montanos, d'abord publiées en 1592. Il contient un certain nombre de compositions par Torres, notamment son Salve Regina à quatre parties, imprimé en partition, une cantate Flavescite, serenate et une aria. Il contient également les parties du Benedictus d'Alonso Lobo et de Philippe Rogier.
En raison de l'incendie qui détruit complètement les archives de l'Alcázar de Madrid en 1734 (qui nécessite une grande activité des musiciens, tels Francesco Corselli ou Antonio Literes), un grand nombre de compositions de Torres sont conservés dans les archives de la Cathédrale Saint-Joseph d'Antigua Guatemala, dont certaines sont en mauvais état et comportent quelques pièces manquantes. Ces manuscrits sont aujourd'hui microfilmés ou numérisés et ces derniers sont en ligne. Constitués de manuscrits et d'imprimés, issus des presses d'imprimerie de Torres. Ces compositions comprennent un grand nombre de villancicos à trois, quatre, sept et huit parties, des cantates pour soprano et contralto, une Missa annuntiate nobis à huit, avec violon, hautbois et basse continue et une messe a cappella, Ad omnem tonum, à quatre parties se terminant avec un Agnus Dei à huit, basé sur le ton du Magnificat.
Les cantates sont de style italien. Les textes sont souvent très obscurs. Les cantates pour contralto sont particulièrement soignées avec de longues sections en mélismes. Mais la destination réelle à une voix masculine ou féminine, n'est pas éclaircie. Le solo de soprano de la cantate Afectos amantes contient « La solfa mia » un air basé sur l'hexacorde qui peut être une déclaration personnelle de Torres sur son approche de la composition.
Un certain nombre d'œuvres de Torres ont été enregistrés par l'ensemble espagnol Al Ayre Español. Certaines des partitions extraites de Arte de canto llano et des archives du Guatemala, sont transcrites et accessibles sur la Choral Public Domain Library.
En 2015, des recherches musicologiques ont attribué à De Torres la zarzuela El imposible mayor en amor le vence Amor, œuvre composée vers 1700 et traditionnellement attribuée à Sebastián Durón.
L'imprimerie de De Torres fut vendue après sa mort et par la suite elle ne publia plus d'œuvres musicales, ni de partitions.

## Œuvres
- Théorie de la musique : Reglas generales para acompañar órgano, clavicordio o arpa (1702) - La première parution en Espagne pour répondre précisément et complètement avec une bonne basse de l'accompagnement au clavier.
- Éditeur : Francisco de Montanos - Arte de canto llano: con entonaciones de coro, y autel, y otras cosas (édité par Torres), Imprenta de Música, Madrid, 1705 (augmentée dans les éditions ultérieures).

## Discographie
- Mas No puede ser. Al clameur - sur Barroco Español Vol 1 - Mas No puede ser Al Ayre Español Banzo (DHM 1994)
- Miserere. Lamentación segunda - sur Barroco Español Vol 3 - Quando Muere El Sol Al Ayre Español Almajano (Soprano), Banzo (DHM 1997)
- Cantadas.Spanish Solo Cantatas - Marta Almajano,soprano - El Ayre Espanol, Cond. Eduardo Lopez Banzo. (CD DHM 1999)
- Vuela abejuela (cantate) - sur La Cantada Española En America - Mena, Al Ayre Español Banzo (Harmonia Mundi 2004)